# أوتيس دودلي دونكان
أوتيس دودلي دونكان (بالإنجليزية: Otis Dudley Duncan)‏ هو عالم اجتماع أمريكي، ولد في 2 ديسمبر 1921، وتوفي في 16 نوفمبر 2004.

## وصلات خارجية
- أوتيس دودلي دونكان على موقع الموسوعة البريطانية (الإنجليزية)